# Mario Zebić
Mario Zebić (ur. 17 grudnia 1995 w Splicie) – chorwacki piłkarz występujący na pozycji środkowego obrońcy w bułgarskim klubie Hebyr Pazardżik. W swojej karierze grał także w HBDNK „Mosor – Sveti Jure”, Adriaticu Split, 1. FC Sonthofen, Primoracu 1929, NK Imotski, NK Varaždin, Taborze Sežana,  Koronie Kielce i  Argeș Pitești .